# Кім Тхе Хун
Кім Тхе Хун (кор. 김태훈, нар. 30 квітня 1988) — південнокорейський тхеквондист, бронзовий призер Олімпійських ігор 2016 року.

## Виступи на Олімпіадах
| Олімпіада           | Дисципліна | Місце |
| ------------------- | ---------- | ----- |
| Ріо-де-Жанейро 2016 | до 58 кг   | 3     |

## Зовнішні посилання
- Кім Тхе Хун — олімпійська статистика на сайті Sports-Reference.com (англ.) (архівна версія)